# Conoeca protorna
Conoeca protorna är en fjärilsart som beskrevs av Edward Meyrick 1893. Conoeca protorna ingår i släktet Conoeca och familjen säckspinnare. Inga underarter finns listade i Catalogue of Life.